# Тёплый Ключ (Краснотуранский район)
Тёплый Ключ — посёлок в Краснотуранском районе Красноярского края, входит в состав Саянского сельсовета.

## География
Посёлок находится на расстоянии примерно 23 км (по прямой) к юго-востоку от села Краснотуранск, административного центра района.

### Климат
Климат резко-континентальный с холодной зимой и жарким летом, суровый, с большими годовыми и суточными амплитудами температуры. Максимальная высота снежного покрова 46 см. Среднемесячная температура января колеблется от -23,5 ºС до -21,0 ºС, июля от +19,8 ºС до +18,8 ºС. Среднегодовая температура составляет -0,6 ºС ÷ -1,6 ºС. Годовая сумма осадков составляет 389 мм, большая её часть выпадает в тёплый период года (82 % от годовой суммы).

## Население
| 2010 |
| ---- |
| 58   |

### Национальный состав
Согласно результатам переписи 2002 года, в национальной структуре населения русские составляли 61 % из 148 чел., немцы — 31 %.